# 古猗园

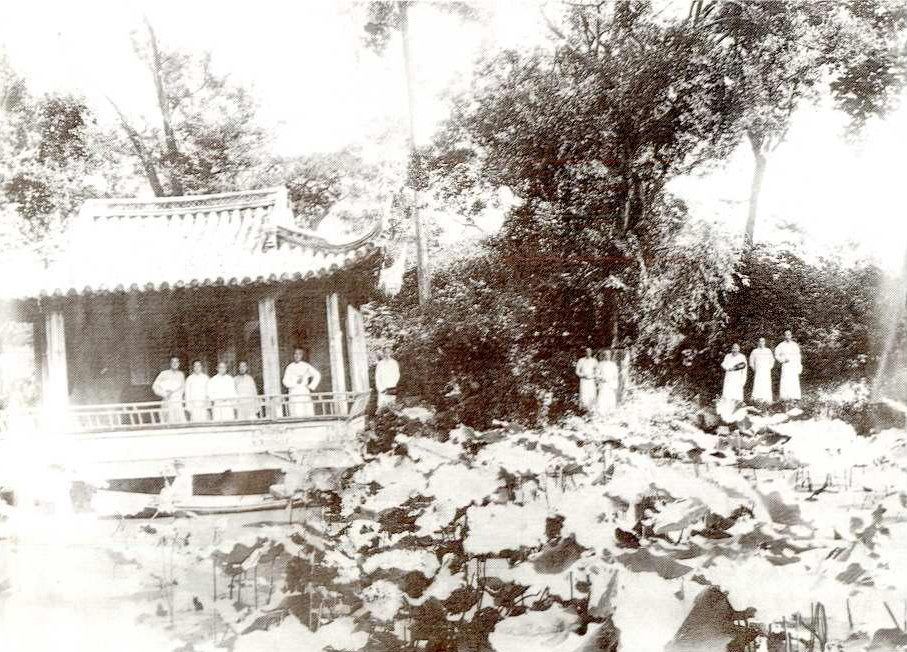
吴昌硕、王一亭等海上题襟馆同人1915年夏在古猗园游览

古猗园位于上海市嘉定区南翔镇，离市中心上海人民广场约21公里是一座典型的江南园林，也是上海市五大古典园林之一。亦是南翔小笼的发祥地。2014年，入选上海市文物保护单位。

## 历史
古猗园原名猗園，建於明代嘉靖年間（1522年－1566年），為時任河南通判的閔士藉所建，取《詩·衛風·淇奧》中“綠竹猗猗”為美盛貌，融嵇康《琴賦》“微風余音，靡靡猗猗，余音裊裊”為一爐而得“猗園”之名，由明代嘉定竹刻名家朱三松精心設計，有“十畝之園，五畝之宅”的規模，後轉讓給貢生李宜之，後又先後為陸、李兩姓所得。
清乾隆11年冬（1746年），洞庭山人葉錦購得後，大興土木，修葺裝點，於1748年秋竣工，因隔了一個朝代，更名為“古猗園”。乾隆五十三年（1789年）由地方人士募捐購置古猗園，作為州城隍廟的靈苑。同治至光緒年間，園中又增建廳、堂、庵院，開設酒樓茶肆，作為祀神集議和遊覽休閒的場所。这里也曾是小刀会的秘密据点。一二八事变期間，南翔被日本短暫佔領，古猗园也被日军佔據两个多月。
1949年後，古猗園經過多次改擴建，2009年又對古猗園進行改擴建，古猗園擴張至百畝。

## 主要景点
- 逸野堂，位于古猗园西北。逸野堂建于明代。日本佔領古漪園期間，逸野堂破壞嚴重。1979年，逸野堂复建[4]。
- 青清园，位于古猗园东面，占地面积约30亩，是古猗园中最大一个景点。
- 戏鹅池因景点内湖泊中白鹅成群，故称之为戏鹅池。
- 鸳鸯湖位于古猗园的中心，湖面约15亩，湖上建有九曲桥。
- 松鹤园始建于唐代。
- 南翔壁为大幅的浮雕。
- 缺角亭，位于古漪园中的竹枝山巅，建於1933年，意為勿忘九一八事變丟失的中國東北領土[5]。

## 参观信息

### 门票
- 普通门票：12元每人。
- 对70周岁以上老人、离休干部、现役军人持有效证件，对6周岁（含6周岁）以下儿童凭户口簿、出生证明等有效证件实行免票，儿童身高1.3米以下免票。
- 对6周岁（不含6周岁）至18周岁（含18周岁）未成年人、凭居民身份证或学生证等有效证件实行半票；全日制大学本科及以下学历学生凭有效学生证实行半票。
- 对60周岁至70周岁老年人凭有效身份证件10元每人。

### 開放時間
- 7:00－18:00（7月至9月延长至18:30）

### 交通
公交：62路、828路、上嘉线、嘉定131路（原南唐专线、沪唐专线）、嘉定110路、嘉定111路、嘉定115路等公交线路。